# YUMEGIWA LAST BOY
YUMEGIWA LAST BOY（ユメギワ・ラスト・ボーイ）は、2001年11月21日に発売されたSUPERCARの11枚目のシングル。

## 解説
- 前作より約半年ぶりのリリース。
- 本作はプロデューサーに砂原良徳を起用。全曲砂原によるプロデュース。
- 初回仕様が存在し、カラートレイ仕様になっている。通常盤は帯が存在する。
- 表題曲は映画「ピンポン」主題歌に抜擢された。同時に挿入曲にも数曲使われた。
- |  | この節は検証可能な参考文献や出典が全く示されていないか、不十分です。 出典を追加して記事の信頼性向上にご協力ください。（このテンプレートの使い方） 出典検索?: "YUMEGIWA LAST BOY" – ニュース · 書籍 · スカラー · CiNii · J-STAGE · NDL · dlib.jp · ジャパンサーチ · TWL (2020年5月) |この曲は日本において商業的に成功したフューチャーポップの先駆となった。

## 収録曲
1. YUMEGIWA LAST BOY (4:08)
映画「ピンポン」主題歌
テレビ東京系「JAPAN COUNTDOWN」エンディングテーマ
PVが4種類存在する。監督は宇川直宏。
2. WAYDO (3:30)
3. Strobolights Remix(Mixed by Y.Sunahara) (7:20)
砂原良徳によるリミックス。

全作詞：石渡淳治　作曲：中村弘二　編曲：SUPERCAR